# Rubixantina
La rubixantina, o giallo naturale 27, è un pigmento naturale, facente parte della famiglia delle Xantofille. 
Di colore rosso-arancio, viene sintetizzato principalmente dalle piante di rosa. Viene utilizzato come additivo alimentare, sotto il nome di E161d.